# Lise-Marie Déjean
Lise-Marie Déjean, née dans les années 1940, est une défenseure des droits des femmes haïtiennes, ancienne ministre à la Condition féminine et aux Droits des femmes en Haïti.

## Biographie
Lise-Marie Déjean est née dans les années 1940. Elle étudie la médecine en Espagne et utilise ses compétences médicales pour travailler dans le domaine de la santé urbaine à New York et avec des femmes dans toute la campagne haïtienne et dans la région métropolitaine de Port-au-Prince. Dans son travail en Haïti, elle remarque les taux élevés de mortalité maternelle, qui lui font reconnaître l'ampleur de la discrimination sexuelle et le manque de droits reproductifs dans le pays. Elle rejoint la Solidarité des femmes haïtiennes (Solidarite Fanm Ayisyèn, SOFA), une importante organisation de femmes haïtiennes co-fondée par Anne-Marie Coriolan, peu après sa fondation, en 1987,. Elle occupe plusieurs postes tout au long de ses 35 années de participation à SOFA, notamment celui de coordonnatrice nationale et de coordonnatrice des programmes de santé des femmes. En tant que membre de longue date du comité de coordination de SOFA, elle aide à ouvrir des cliniques pour femmes dans les quartiers marginalisés (bidonvilles) à travers le pays.
La docteur Déjean travaille aux côtés de nombreuses féministes haïtiennes, en Amérique latine et aux Caraïbes, pour la création d'un ministère national consacré aux droits des femmes. L'International Conference on Population and Development (en) organisée au Caire en 1994, amenant un soutien international à l'initiative, est un événement clé menant à la fondation du ministère. Le ministère à la Condition féminine et aux Droits des femmes (MCFDF) est ainsi créé le 8 novembre 1994. Lise-Marie Déjean est nommée ministre et occupe cette fonction jusqu'à la fin de la première administration de Jean-Bertrand Aristide, en 1996,. Tout au long de son mandat d'un an en tant que ministre et par la suite, elle exprime la nécessité de la participation citoyenne, de la volonté politique au sein des trois branches du gouvernement et du financement du secteur public dans la lutte pour l'égalité des sexes.